# Hand of Blood EP: Live at Brixton
Hand of Blood EP: Live at Brixton – pierwsza płyta live, a trzecie EP walijskiego kwartetu metalcorowego Bullet for My Valentine. Nagranie to dostępne było do kupna jedynie w Niemczech. Zostało wydane 6 października 2006 przez Sony BMG Recordings. EP zawiera 2 utwory z płyty Bullet for My Valentine (rynek Wielka Brytania) / Hand of Blood EP (rynek USA), oraz trzy piosenki z debiutanckiego krążka The Poison. Jest to także zapowiedź debiutanckiego DVD grupy o nazwie The Poison: Live at Brixton.

## Lista utworów
1. „Hand of Blood”
2. „Suffocating Under Words of Sorrow (What Can I Do)”
3. „Cries in Vain"
4. „Tears Don't Fall”
5. „All These Things I Hate (Revolve Around Me)”

## Twórcy
- Matthew „Matt” Tuck – śpiew; gitara
- Michael „Padge” Padget – gitara; śpiew towarzyszący
- Jason „Jay” James – bas; śpiew towarzyszący
- Michael „Moose” Thomas – perkusja